# Hompesch
Hompesch is een plaats in de Duitse gemeente Titz, deelstaat Noordrijn-Westfalen, en telt 177 inwoners (2006).